# Zlatan (músico)
Omoniyi Temidayo Raphael (mais conhecido profissionalmente como Zlatan Ibile) nasceu em 19 de dezembro de 1994 na Nigéria. Ele é um rapper, cantor, CEO e fundador da "Zanku Records". Em 2014, ele ganhou o show de talentos One Mic, patrocinado pela Airtel, realizada em 2014, em Abeocutá, Ogum.
Próximo ao fim do ano de 2018, Zlatan lançou uma música intitulada "Zanku", com uma nova dança de mesmo nome. No dia 3 de novembro de 2019, ele lançou seu primeiro álbum de estúdio chamado Zanku, uma sigla para "Zlatan Abeg No Kill Us". latan disse em 2020 que "seu sonho era se tornar um jogador de futebol como Zlatan Ibrahimović, e não um músico".

## Juventude e carreira
Omoniyi Temidayo Raphael nasceu e foi criado em Ikorodu, Lagos, mas tem raízes familiares em Ijurin, Ekiti. Em 2011, graduou-se com um diploma nacional em administração de empresas pela Moshood Abiola Polytechnic. Zlatan decidiu seguir a carreira musical após concluir o ensino médio, e, aos 19 anos, venceu a edição de 2014 do concurso musical "One Mic Campus Tour", patrocinado pela Airtel, realizada em Abeokuta, Ogun. Ganhou reconhecimento na indústria musical nigeriana após públicar a música "My Body", que possuía assistência de Olamide, em 2017. No ano seguinte, em 2018, Lawrence Irabor, um dos coproprietários da "Alleluyah Boiz Entertainment", contratou Zlatan para sua gravadora ABE Record quando ouviu a música que Zlatan cantou com Olamide. 'Não me arrependo de ter contratado Zlatan para a ABE Records'.
Zlatan ganhou ainda mais atenção após sua colaboração com Chinko Ekun e Lil Kesh no hit single "Able God" de 2018. Pouco tempo depois, lançou "Zanku", música que vinha acompanhada de uma dança do mesmo nome. No final do ano, Zlatan lançou a faixa "Osanle", que possuía assistência do artista Davido. No início de 2019, ele lançou "Glory" antes de aparecer em "Killin Dem" de Burna Boy, uma faixa do mais tarde quarto álbum de estúdio, African Giant. Pouco depois, ele teve sua aparência em "Flenjo" e "Am I a Yahoo Boy", das artitas Ceeza Milli e Naira Marley, respectivamente. No dia 26 de julho do mesmo ano, Zlatan anunciou que assinou um contrato de patrocínio com a Coca-Cola.

## Zanku Records
No dia primeiro de janeiro de 2020, Zlatan anunciou em seu perfil do Instagram sua nova gravadora 'Zanku Records', sem nenhum outro artista envolvido revelado. Dias depois, em 25 de fevereiro, ele comemorou seu aniversário enquanto anunciava os números e nomes dos contratos que assinou, listou três artistas: Papisnoop, Oberz e Jamopyper, e também anunciou a contratação oficial do videógrafo e cinematógrafo chamado Visionary Pictures, seu gerente 'Manager Jiggy', seu produtor musical Rexxie e seu consultor de relações públicas 'Biesloaded'. Ele fez esse anúncio com uma foto dele e de outras sete pessoas em sua página do Instagram.

### Prisão e libertação
Em maio de 2019, a EFCC prendeu Zlatan, Naira Marley e outras pessoas acusadas de estarem conectadas com um alegado caso de fraude na Internet e também de estarem envolvidas com lavagem de dinheiro. Alguns dias depois, Zlatan foi libertado sob fiança administrativa.

#### Protesto ENDSARS
Em outubro de 2020, durante o protesto EndSARS (movimento social contra a violência da polícia na Nigéria), Zlatan lançou "Soro Soke" para expressar sua preocupação com o massacre de jovens inocentes no pedágio de Lekki.

## Discografia

### Álbuns de estúdio
- Zanku (2019)
- Resan (2021)[25]

### Músicas
Como artista principal
Como artista em destaque